# Maurertown
Maurertown – jednostka osadnicza w Stanach Zjednoczonych, w stanie Wirginia, w hrabstwie Shenandoah.